# Stigmatophora flava
Stigmatophora flava là một loài bướm đêm thuộc phân họ Arctiinae, họ Erebidae.